# Língua ânglica escocesa
A língua ânglica escocesa, ou língua escocesa (Scots) é uma variedade linguística germânica falada em Terras Baixas (Escócia) e em partes de Úlster (Irlanda), onde o dialeto local é conhecido como escocês de Úlster. Também por vezes chamado escocês das Terras Baixas, ou anglo-escocês das Terras Baixas, para distinguir da língua gaélica escocesa, a língua celta que foi historicamente restrita a boa parte das Terras Altas, às Hébridas e Galloway desde os anos 1500.  A língua ânglica escocesa se desenvolveu durante o período do inglês médio como uma entidade distinta.

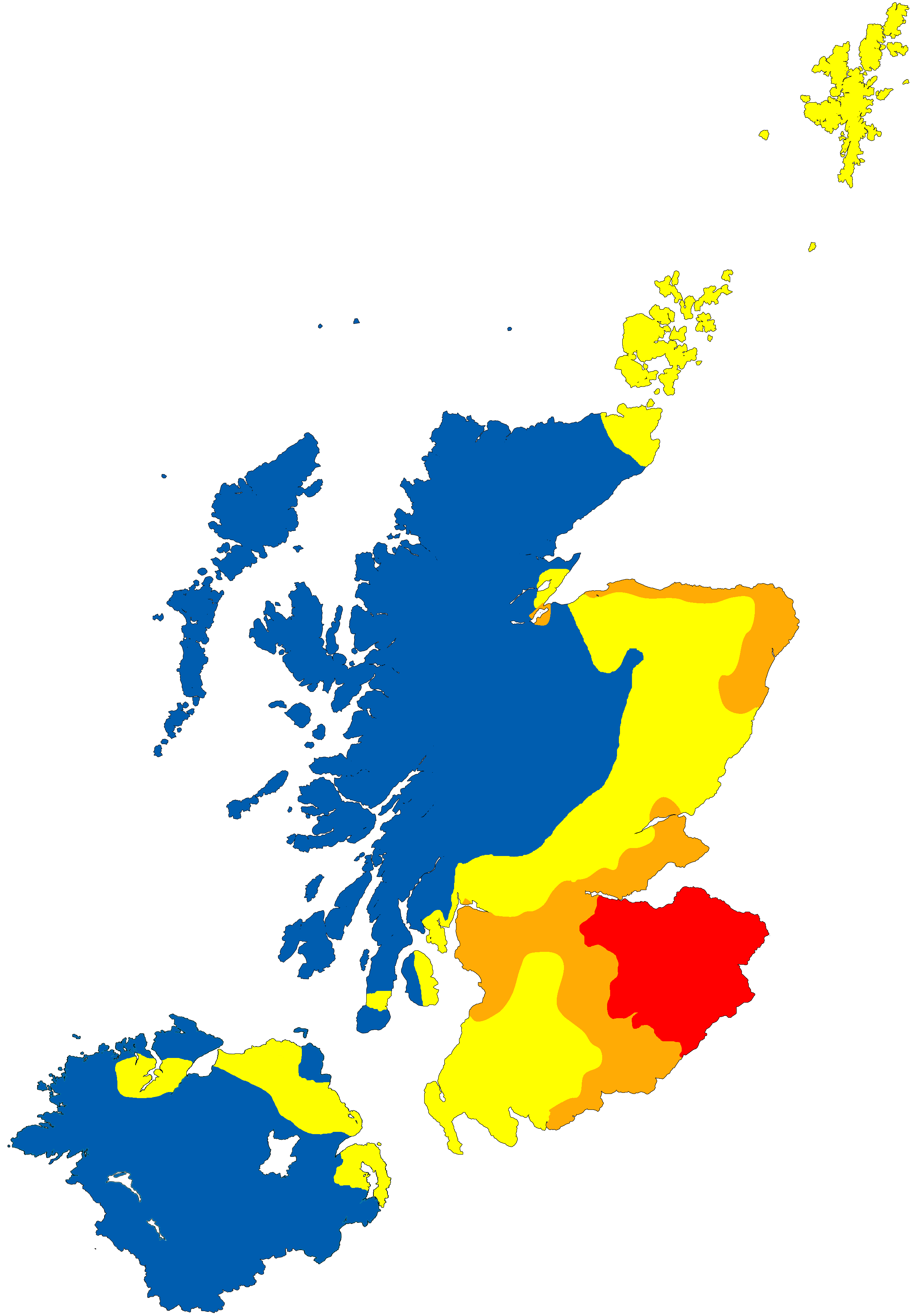
O crescimento e a distribuição do Ânglico Escocês na Escócia e no Úlster:
Inglês Antigo no início do século IX na parte norte o Anglo-saxão Reino de Nortúmbria, hoje parte da Escócia.
Antigo Ânglico Escocês no início do século XV
Ânglico Escocês Moderno no início do século XX

Como não há critérios universalmente aceitos para distinguir um idioma de um dialeto, os estudiosos e outras partes interessadas geralmente discordam sobre o status linguístico, histórico e social do ânglico escocês em relação ao Inglês.  Embora existam vários paradigmas para distinguir entre idiomas e dialetos, estes geralmente representam resultados contraditórios. O ânglico escocês está em uma extremidade de um contínuo linguístico bipolar, com Inglês padrão escocês no outro. O ânglico escocês é muitas vezes considerado uma das variedades antigas de inglês, mas também tem seus próprios dialetos distintos. Alternativamente, às vezes é tratado como uma língua germânica distinta, tal como a língua norueguesa é semelhante mas distinta da língua dinamarquesa.
Um estudo de 2010 do governo escocês sobre "atitudes públicas em relação à língua ânglica escocesa" descobriu que 64% dos entrevistados (cerca de 1.000 indivíduos, uma amostra representativa da população adulta da Escócia) "não pensam realmente no ânglico escocês como uma língua", mas também descobriu que "os falantes mais frequentes são menos propensos a concordar que não é um idioma (58%) e aqueles que nunca falam o ânglico escocês mais propensos a fazê-lo (72%)".  No Censo 2011 do Reino Unido, uma questão sobre essa habilidade linguística escocesa foi apresentada.

## Nomes
Os falantes nativos às vezes se referem ao seu vernáculo como "escocês largo" ("braid Scots'')  ou nomeiam como dialético dórico, ou também como "Buchan Claik". A palavra já fora de moda Scotch, termo vindo do inglês, é usado por vezes na Irlanda do Norte. A palavra Lallans, uma variante do ânglico escocês moderno para lawlands, também é usada, embora isso seja mais frequentemente considerado como sendo uma forma literária para Lallans. O ânglico escocês é conhecido nos círculos oficiais da Irlanda como escocês de Ulster ou "Ullans", um neologismo recente que uniu Ulster e Lallans.

A proporção de residentes acima de 3 anos que declararam falar ânglico escocês. (Censo 2011 - Escócia).

A proporção de residentes acima de 3 anos que declararam falar escocês de Ulster. (Censo 2011 - Irlanda do Norte).

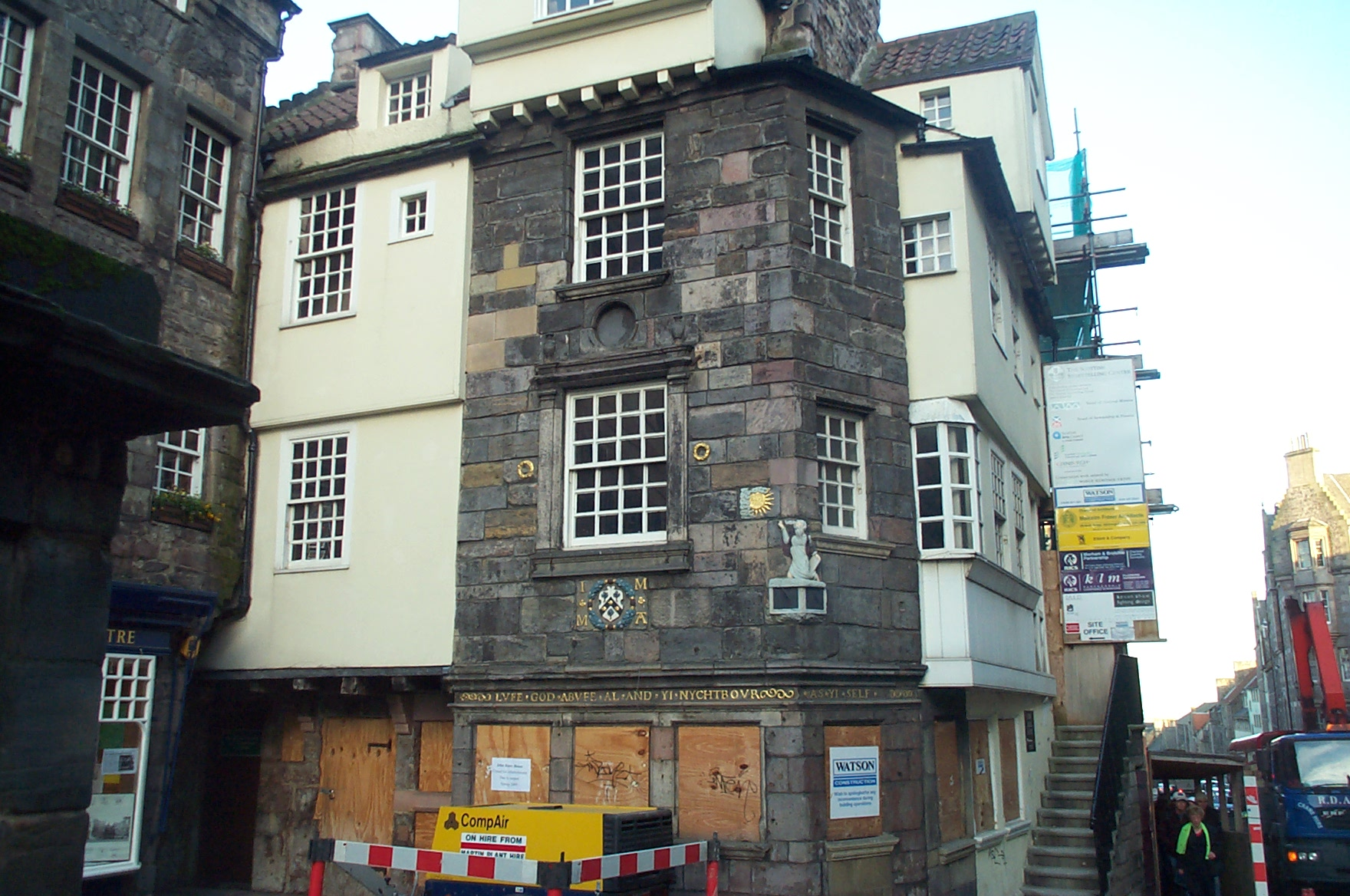
Lufe God abufe al and yi nychtbour as yi self ("Ame a Deus acima de tudo e a teu próximo como a ti mesmo"), um exemplo de ânglico escocês antigo na "John Knox House", Edinburgo

### Etimologia
O ânglico escocês (scots) é uma contração de scottis (escocês), a versão do ânglico escocês Antigo e versão setentrional mais recente do inglês antigo de Scottisc (no Inglês moderno "Scottish"), que substituiu a versão “umlaut” para a germânica Scyttisc. Antes do final do século XV, o inglês antigo na Escócia era conhecido como ''Ynglis'' ou ''Inglis'' , enquanto que "Scottish" (escocês) se referia apenas ao idioma gaélico.
No início do século XV, a língua inglesa usada na Escócia provavelmente se tornou uma língua distinta, embora faltasse um nome que claramente a distinguisse de todas as outras variantes e dialetos ingleses falados na Grã-Bretanha. A partir de 1495, o termo "Scottis" foi cada vez mais usado para se referir ao vernáculo de terras baixas  e  Erse, o que significa irlandês, como um nome para o gaélico. Por exemplo, no final do século XV, William Dunbar estava usando Erse ' para se referir ao gaélico e, no início do século 16, Gavin Douglas estava usando Scottis como nome para o vernáculo da planície. O Gaélico da Escócia é o hoje a chamada língua gaélica escocesa.

## História
O inglês antigo (anglo-saxão) do Reino de Nortúmbria estava estabelecido no que hoje é o sudeste da Escócia até o rio Forth no século VII, já que a região era parte do reino anglo-saxão de Nortúmbria. Esse permaneceu em grande parte confinado a esta área até o século XIII, continuando em uso comum enquanto Irlandês Médio era a língua dos monarcas escoceses. A variedade que se seguiu no norte foi Inglês Médio falado no sudeste da Escócia, também conhecida como Antigo ânglico escocês, começou a divergir da linguagem de Nortúmbria devido à imigração do século XII e XIII de falantes da língua nórdica antiga vindos da Escandinávia e de falantes do Inglês Médio do norte e região central da Inglaterra. As influências posteriores no desenvolvimento do ânglico escocês foram das línguas românicas via Latim e da língua normanda vinda da França, depois do francês de Paris por causa da Velha Aliança, bem como influências da língua neerlandesa e do Alemão Baixo Médio, essas em função de comércio e imigração oriunda dos Países Baixos.  Scots também inclui palavras de empréstimo resultantes do contato com o gaélico. Os primeiros documentos legais medievais incluem um corpo de termos empréstimos legais e administrativos do Gaélico Escocês. Termos mais contemporâneos tomados por empréstimo pelo gaélico escocês são principalmente para características geográficas e culturais, como ceilidh, loch e clan.
A partir do século XIII, os primeiros falantes do ânglico escocês se espalharam para a Escócia através das “burghs”, as instituições proto-urbanas que foram estabelecidas pela primeira vez pelo rei Davi I da Escócia. O crescimento do prestígio do ânglico escocês no século XIV, e o declínio complementar do francês na Escócia, fizeram dos ânglico escocês o dialeto de prestígio da maior parte do leste da Escócia. No século XVI, o ânglico escocês médio se estabeleceu com normas ortográficas e literárias bastante independentes das que se desenvolvem na Inglaterra. De 1610 até a década de 1690 durante a “Colonização de Ulster”, se estabeleceram um grande número de falantes de ânglico escocês, cerca de 200 mil habitantes. Nas áreas centrais do assentamento escocês, os escoceses superaram em número os colonizadores ingleses em cinco ou seis para um. O ânglico escocês moderno foi usado para descrever o idioma depois de 1700, quando Inglês Moderno meridional foi adotado como a língua literária, embora o escocês permaneceu no vernáculo.

## Geografia
Na Escócia, o ânglico escocês é falado nas Terras Baixas, nas Ilhas Setentrionais, Caithness, Ilha de Arran e Campbeltown. Em Ulster (Irlanda) é falado nos Condado de Down, Condado de Antrim, Londonderry e Condado de Donegal. Os dialetos incluem os grupos Insular, Setentrional, Central, Meridional e os de Ulster.

## Falantes
Foi difícil determinar o número de falantes de ânglico escocês por meio do censo, porque muitos entrevistados podem interpretar a pergunta "Você fala ânglico escocês?" de maneiras diferentes. Defensores da língua pressionaram para que esta questão fosse incluída no Censo nacional do Reino Unido de 2001. Os resultados de uma tentativa prévia em 1996 antes do Censo, pelo Registro Geral da Escócia, sugeriu que haveria cerca de 1,5 milhão de falantes do ânglico escocês, com 30% respondendo "Sim (Yes)" à pergunta "Você pode falar a língua escocesa?", Mas apenas 17% respondendo "Aye (Sim)" à pergunta "Você pode falar ânglico escocês"(Também foi percebido que as pessoas mais velhas da classe trabalhadora eram mais propensas a responder afirmativamente.)  O Scots Leid Quorum da Universidade de Aberdeen realizou sua própria pesquisa Em 1995, sugerindo cautelosamente que havia 2,7 milhões de falantes, embora com esclarecimentos sobre o motivo pelo qual estes valores exigiam uma maior definição de contexto.
As perguntas do Censo Geral britânico tal como foram reconhecidas livremente por quem as definiu, não eram tão detalhadas e tão sistemáticas como aquelas da Universidade de Aberdeen, e apenas incluíam falantes “nativos” e não aqueles que tinham aprendido a língua mais tarde. Parte da diferença resultou da pergunta central colocada por pesquisas: "Você fala ânglico escocês?". No estudo da Universidade de Aberdeen, a questão foi aumentada com a nova cláusula "... ou um dialeto de escoceses que vocês ''conhecem''?, etc", o que resultou em um maior reconhecimento dos entrevistados. Essa pesquisa concluiu que simplesmente não havia suficiente consciência de conhecimento de linguística entre a população escocesa, com pessoas ainda pensando em si mesmas como falando de modo mal pronunciado, gramaticalmente inferior em inglês e não em ânglico escocês, para um censo exato a ser considerado. A pesquisa concluiu que "uma estimativa mais precisa da habilidade autêntica do ânglico escocesa exigiria uma pesquisa de entrevistas mais aprofundada e poderia envolver a questão de várias questões sobre o idioma usado em diferentes situações. Essa abordagem seria inadequada para um Censo. Assim, embora tenha sido reconhecido que a "inclusão de uma questão do Censo sem dúvida aumentaria o perfil dos falantes ânglico escocês". Por fim, com essas dúvidas sobre o ânglico escocês, no final, tais questões não incluídas no Censo de 2001. Pupils in Scotland Census 2008 (Censo dos alunos da Escócia de 2008) do governo da Escóciaindicou que 306 alunos falavam ânglico escocês como sua língua principal em família. Um estudo desse governo, feito em 2010, descobriu que 85% de cerca de 1000 entrevistados (uma amostra representativa da população adulta da Escócia) afirmaram falara língua em variados  graus.
O recenseamento do Reino Unido de 2011 foi o primeiro a perguntar aos residentes da Escócia sobre o ânglico escocês. Uma campanha chamada ''Aye, Can'' (Sim, posso) foi criada para ajudar os indivíduos a responder à pergunta. O texto específico utilizado foi "Qual destes você pode fazer? Marque todos os que se aplicam" com as opções para "Compreender", "Falar", "Ler" e "Escrever" em três colunas: inglês, gaélico escocês e ânglico escocês. De cerca de 5,1 milhões de entrevistados, cerca de 1,2 milhões de pessoas (24%) podiam falar, ler e escrever ânglico escocês, 3,2 milhões de milhões (62%) não possuíam habilidades na língua e o restante possuía algum grau de habilidade, como a compreensão (0,27 milhões; milhões, 5,2%) ou podiam falar, mas não ler ou escrever (0,18 milhões, 3,5%). Havia também um pequeno número de falantes de ânglico escocês  registrados na Inglaterra e no País de Gales no Censo de 2011, com os maiores números nas áreas fronteiriças (por exemplo, Carlisle, Cúmbria) ou em áreas que recrutaram um grande número de trabalhadores escoceses no passado (por exemplo, Corby ou as antigas áreas de mineração de Kent).

## Fonologia

### Vogais
Vogais do ânglico escocês moderno
| Aitken | IPA                   | grafia       |
| ------ | --------------------- | ------------ |
| 1      | curta /əi/ longa /aɪ/ | i-e, y-e, ey |
| 2      | /i/                   | ee, e-e,     |
| 3      | /ei/1                 | ei, ea       |
| 4      | /e/                   | a-e, #ae     |
| 5      | /o/                   | oa, o-e      |
| 6      | /u/                   | ou, oo, u-e  |
| 7      | /ø/2, 3               | ui, eu3      |
| 8      | /eː/                  | ai, #ay      |
| 8a     | /əi/                  | i-e, y-e, ey |
| 9      | /oe/                  | oi, oy       |
| 10     | /əi/                  | i-e, y-e, ey |
| 11     | /iː/                  | #ee, #}      |
| 12     | /ɑː, ɔː/              | au, #aw      |
| 13     | /ʌu/4                 | ow, #owe     |
| 14     | /ju/                  | ew           |
| 15     | /ɪ/                   | i            |
| 16     | /ɛ/                   | e            |
| 17     | /ɑ, a/                | a            |
| 18     | /ɔ/5                  | o            |
| 19     | /ʌ/                   | u            |

### Consoantes
|             |           | Labial | Dental | Alveolar | Post- alveolar | Palatal | Velar | Glotal |
| ----------- | --------- | ------ | ------ | -------- | -------------- | ------- | ----- | ------ |
| Nasal       | Nasal     | m      |        | n        |                |         | ŋ1    |        |
| Oclusiva    | Oclusiva  | p b    |        | t d2     |                |         | k ɡ3  | ʔ      |
| Africada    | Africada  |        |        |          | tʃ dʒ4         |         |       |        |
| Fricativa   | Fricativa | f v    | θ ð5   | s z6     | ʃ ʒ            | ç7      | x7    | h      |
| Aproximante | Central   |        |        | ɹ8       |                | j       | ʍ9 w  |        |
| Aproximante | lateral   |        |        | l        |                |         |       |        |
| Vibrante    | Vibrante  |        |        | r8       |                |         |       |        |

## Gramática
O ânglico escocês em geral têm uma estrutura de sentença Sujeito-Verbo-Objeto, como em português. Porém, a ordem de palavras He turnt oot the licht para 'Ele apagou a luz' e  Gie's it (Dê-nos) para 'Dê isso para mim' pode ser preferida.
O artigo indefinido a pode ser usado antes das consoantes e das vogais. O artigo definido o é usado antes dos nomes das estações, dias da semana, alguns substantivos, doenças, negócios e ocupações, ciências e assuntos acadêmicos. Também é freqüentemente usado no lugar do artigo indefinido e também de um possessivo.
O ânglico escocês inclui alguns plurais fortes (irregulares) como (aqui tradução para o inglês) ee/een (eye/eyes), cauf/caur (calf/calves), horse/horse (horse/horses), cou/kye (cow/cows) and shae/shuin (shoe/shoes) que sobreviveram do Inglês Antigo, mas se tornaram plurais regulares (fracos) no inglês de hoje – sendo  ox/oxen e child/children exceções que confirmam a regra. Substantivos de medida e quantidade permanecem inalterados no plural.
O pronome relativo é that para todas as pessoas e números, mas pode ser eliminado. O ânglico escocês moderno também tem um terceiro adjetivo / advérbio this - that - yon/ yonder -thon / thonder indicando algo a alguma distância. Thire thae são os plurais de thise that, respectivamente.
O presente de verbos adere à regra do sujeito do dialeto norte, pela qual os verbos terminam em - s em todas as pessoas e números, exceto quando um pronome pessoal está próximo ao verbo.   Certos verbos costumam ser usados progressivamente e verbos de movimento podem ficar eliminados diante de um advérbio ou frase adverbial que já indique movimento.
Muitos verbos têm formas formas fortes ou irregulares que distintos do Inglês Padrão.
A forma do passado regular dos verbos fracos (regulares) é com final -it, -t ou -ed, conforme for a a consoante ou vogal que precede.
O particípio presente/gerúndio ' in  é hoje geralmente /ən/ mas ainda pode ser diferenciado  / ən / e  / in / em ânglico escocês do Sul  e /ən/ e /ɪn/ no ânglico escocês do norte.
A partícula de negação é na, por veze escrita nae, ex. canna (can't – não pode), daurna (daren't – não ousa), michtna (mightn't  – não pode).
Advérbios geralmente têm a mesma forma que o verbo raiz ou do adjetivo especialmente após os verbos. Haein a real guid day (Tendo um bom dia). She's awfu fauchelt (Ela está muito cansada).

## Amostra de textos
The Scots Leid Associe wis foondit in 1972 an ettles tae fordle Scots in leeteratur, drama, the media, eddication an in ilka day uiss. Akis Scots wis ance the state langage o Scotland, it's a vailid pairt o wir heirskip an the associe taks tent tae the fact that it shoud can tak its steid as a langage o Scotland, alang wi Gaelic an Inglis.
Português
A “Sociedade Linguística do Ânglico Escocês'' foi fundada em 1972 e existe para promover a língua anglicana escocesa na literatura, drama, mídia, educação e uso diário. Desde que o Scots foi uma vez a língua estatal da Escócia, isso é uma parte válida do nosso patrimônio e a sociedade reconhece que deve e poder tomar seu lugar como língua da Escócia, juntamente com o Gaélico e o Inglês.

### Outro exemplo
Aw human sowels is born free and equal in dignity and richts. They are tochered wi mense and conscience and shuld guide theirsels ane til ither in a speirit o britherheid. (Airticle 1 o the Universal Declaration o Human Richts)
Português
Todos os seres humanos nascem livres e iguais em dignidade e direitos. Eles são dotados de razão e consciência e devem agir uns com os outros em um espírito de fraternidade. (Artigo 1 da Declaração Universal dos Direitos Humanos)

### Bíblia
O novo testamento em ânglico escocês (William Laughton Lorimer 1885–1967) - Mateus 1:18-25
This is the storie o the birth o Jesus Christ. His mither Mary wis trystit til Joseph, but afore they war mairriet she wis fund tae be wi bairn bi the Halie Spírit. Her husband Joseph, honest man, hed nae mind tae affront her afore the warld an wis for brakkin aff their tryst hidlinweys; an sae he wis een ettlin tae dae, whan an angel o the Lord kythed til him in a draim an said til him, “Joseph, son o Dauvit, be nane feared tae tak Mary your trystit wife intil your hame; the bairn she is cairrein is o the Halie Spírit. She will beir a son, an the name ye ar tae gíe him is Jesus, for he will sauf his fowk frae their sins.”Aa this happent at the wurd spokken bi the Lord throu the Prophet micht be fulfilled: Behaud, the virgin wil bouk an beir a son, an they will caa his name Immanuel – that is, “God wi us”
Whan he hed waukit frae his sleep, Joseph did as the angel hed bidden him, an tuik his trystit wife hame wi him. But he bedditna wi her or she buir a son; an he caa’d the bairn Jesus.
Português
Ora, o nascimento de Jesus Cristo foi assim: Que estando Maria, sua mãe, desposada com José, antes de se ajuntarem, achou-se ter concebido do Espírito Santo.Então José, seu marido, como era justo, e a não queria infamar, intentou deixá-la secretamente.E, projetando ele isto, eis que em sonho lhe apareceu um anjo do Senhor, dizendo: José, filho de Davi, não temas receber a Maria, tua mulher, porque o que nela está gerado é do Espírito Santo;E dará à luz um filho e chamarás o seu nome JESUS; porque ele salvará o seu povo dos seus pecados.Tudo isto aconteceu para que se cumprisse o que foi dito da parte do Senhor, pelo profeta, que diz; Eis que a virgem conceberá, e dará à luz um filho, E chamá-lo-ão pelo nome de EMANUEL, Que traduzido é: Deus conosco.
E José, despertando do sono, fez como o anjo do Senhor lhe ordenara, e recebeu a sua mulher; E não a conheceu até que deu à luz seu filho, o primogênito; e pôs-lhe por nome Jesus.

### Dicionários e outros
- The Dictionary of the Scots Language
- Scottish Language Dictionaries Ltd.
- Dialect Map
- SAMPA for Scots
- Scottish words – illustrated
- Abstract: Vowel height harmony and blocking in Buchan Scots, Mary Paster, University of California, Phonology Vol. 21, Issue 3
- Scots Language Recordings

### Textos
- ScotsteXt – books, poems and texts in Scots
- Scots Threap
- Scottish Corpus of Texts & Speech – Multimedia corpus of Scots and Scottish English
- BBC Voices, Scots section – The BBC Voices Project is a major though informal look at UK language and speech